# Otto Ernst Niemeyer

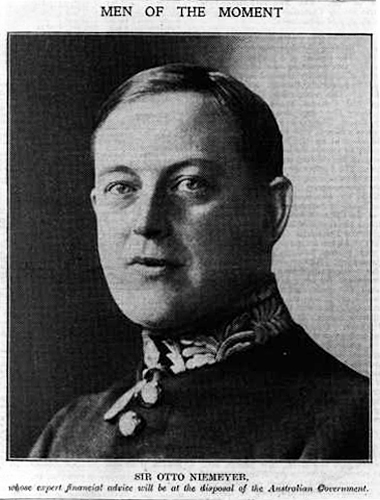
Sir Otto Ernst Niemeyer (vor Feb. 1927)

Sir Otto Ernst Niemeyer (* 23. November 1883 in Streatham Hill, London; † 6. Februar 1971 in Lindfield, Sussex) war britischer Staatsbeamter, Bankmanager und international anerkannter Finanzexperte der Bank of England.
Niemeyer erhielt seine allgemeine Bekanntheit durch seine Reisen als Finanzexperte im Auftrage der britischen Regierung und der Bank of England in den 1930ern, den Zeiten der Weltwirtschaftskrise. Sein Auftrag war, den Regierungen anderer Länder bei der Bewältigung ihrer Finanzprobleme zu helfen und damit einen Beitrag zu leisten, das internationale Finanzsystem zu stabilisieren und der Weltwirtschaft wieder eine sicherere Grundlage zu verschaffen.

## Wirken

### Vor der Weltwirtschaftskrise
Otto Ernst Niemeyer wurde 1883 in London geboren. Sein Name verrät zwar eine deutsche Abstammung, aber über seine Kindheit und sein Elternhaus ist leider nichts bekannt. Er besuchte die St Paul’s School in Barnes in der London Borough of Richmond upon Thames und studierte später auf dem Balliol College der University of Oxford.
Nach seinem Examen trat er 1906 im Alter von 23 Jahren als Finanzbeamter in den Staatsdienst ein und wurde Assistent in einer Führungsstelle des britischen Schatzamtes (Finanzministerium). Bereits 1912 übernahm er eine Führungsposition, stieg 1919 zum stellvertretenden Ministerialdirektor auf, um dann nur ein Jahr später der Hauptstellvertreter des Ministerialdirektors zu werden. 1921 folgte er der Ernennung zum Stellvertretender Finanzrevisor und wurde 1922 schließlich zum Finanzrevisor des Schatzamtes ernannt, eine Schlüsselposition, die er bis 1927 innehatte. Zeitgleich mit dieser Ernennung wurde er 1922 Mitglied der Finanzkommission des Völkerbundes, dem Vorläufer der Vereinten Nationen (UNO). Seine Mitgliedschaft endete dort 1937.
1927 wechselte Niemeyer vom Schatzamt als Berater in die Bank of England, die 1914 mit dem Beginn des Ersten Weltkriegs ihre Unabhängigkeit hatte aufgegeben müssen und von da an mehr unter der Kontrolle der britischen Regierung stand und deren Instrument wurde. Niemeyer sollte zusammen mit Sir Basil Phillott Blackett und Sir Josiah Charles Stamp mit dem Wechsel in die Bank die Kontrolle über die Bank sicherstellen. Als Berater der Bank of England wirkte er ab 1926 im Aufsichtsrat und Direktorium der Anglo-International Bank, deren Aufgabe die Vermittlung von Kapital zwischen England und den österreichisch-ungarischen Nachfolgestaaten sein sollte.
Zudem übernahm Niemeyer im Jahr 1928 den Posten des Direktors der National Bank of Egypt und half über seine Funktion, die Interessen Großbritanniens in dem eigentlich schon in die Unabhängigkeit (1922) entlassenen Ägypten zu sichern. Er stand der Bank bis 1950 vor, zwei Jahre vor dem Umsturz und dem Ausruf der Republik Ägypten. Ebenfalls 1928 wurde er Direktor der Banque des Pays de l'Europe Central.

### Reisen als Finanzexperte
Mit dem Krach an der Wallstreet im Oktober 1929 veränderte sich auch die Aufgabe Niemeyers schlagartig. Als Finanzexperte der Bank of England reiste er am 14. Juli 1930 zusammen mit Professor Theodore Emanuel Guggenheim Gregory von der London School of Economics, auf angebliche Einladung des damaligen Premierministers James Scullin, für vier Monate nach Australien. Australien war bankrott und hatte Schulden gegenüber England, der Finanzminister war zurückgetreten und die Arbeitslosigkeit stieg rasant an. Es sah damals eher danach aus, dass Niemeyer von der britischen Regierung nach Australien geschickt wurde, um die Probleme der Dominion zu lösen. Niemeyer kritisierte die australische Regierung damit, dass er Kosteneinsparungsprogramme vermisse. Die Konflikte waren entsprechend groß, und in der öffentlichen Auseinandersetzung mit dem anerkannten australischen Ökonomen Lyndhurst Falkiner Giblin hatte Niemeyer zu bestehen. Seine Mission war nicht erfolgreich. Die mit dem Beginn des Wallstreet-Crashs in Regierungsverantwortung gekommene Australian Labor Party (ALP) konnte sich seiner Lösung, der Wirtschaftskrise durch eine 10-prozentige Lohnkürzung zu begegnen, nicht anschließen. Der Widerstand der linken politischen Parteien war ihm gewiss. Von Jack Lang, dem Premierminister von New South Wales, bekam er für seinen radikalen Ansatz deshalb den Spitznamen „Sir Rotter“ (Schweinehund) verpasst.
In Neuseeland wurde Niemeyer freundlicher empfangen. Im August und September 1930 wechselte er über zu den Inseln. Sein Auftrag war klarer umrissen als in Australien. Er sollte Fragen des Bankensystems, der Wechselkursstabilität und der Währungsreserven, gehalten von den Geschäftsbanken, klären und einen Bericht dazu erstellen. Im Mai 1931 wurde der sogenannte Niemeyer Report veröffentlicht. Der Bericht enthielt die Empfehlung, eine der Größe Neuseelands entsprechende Zentralbank zu schaffen, die Banknoten ausgibt, die Kontrolle über die Wechselkurse und die Stabilität des Geldes hat und Währungsreserven bildet. Die Zentralbank sollte frei und unabhängig von politischen Einflüssen sein. Nach einigen Widerständen wurde schließlich im November 1933 mit dem Reserve Bank Act 1933 die gesetzliche Grundlage für eine Zentralbank in Neuseeland geschaffen. Die Reserve Bank of New Zealand nahm am 1. August 1934 ihren Geschäftsbetrieb auf. Seitdem genoss Niemeyer im Gegensatz zu Australien Reputation in Neuseeland.
Nach Neuseeland folgte der Besuch Niemeyers im Februar 1931 in Brasilien, wo ihn die Presse nicht besonders freundlich empfing. Ägypten, Rumänien und Griechenland sollten folgen, bis dann Niemeyer Ende 1932 mit der Zustimmung der argentinischen Regierung von der Banco de la Nación nach Argentinien eingeladen wurde. Auch dort sollte er die Finanzsituation und die Situation der Banken des Landes untersuchen. Seine letzten Beratungsreisen nahm er 1936 nach Indien und im Oktober 1941 nach Chongqing (Tschungking) nach China vor, um dort bei allgemeinen Finanzproblemen und der Stabilisierung des chinesischen Dollars zu helfen.

### Bankmanager
Niemeyers eigentliche Karriere als Bankmanager begann 1932. Nach dem Rücktritt von Sir Charles Addis, einem der Direktoren des Verwaltungsrates der Bank für Internationalen Zahlungsausgleich (BIZ), die 1930 aus dem durch J. P. Morgan dominierten Reparationskommittee hervorgegangen war, wurde Otto Niemeyer im Juni 1932 zu seinem Nachfolger ernannt. Die Presse war voller Lob für diesen Wechsel, da man Niemeyer in der Öffentlichkeit schon zutraute, die riesigen Probleme der Finanzwelt, die durch die Weltwirtschaftskrise offenbar wurden, zu lösen. 1937 beschloss der Verwaltungsrat der Bank, den Vorsitz des Verwaltungsrates Niemeyer für die Dauer von 3 Jahren zu übertragen.
Im April 1938 wurde Otto Niemeyer dann als Direktor in den Vorstand der Bank of England gewählt, eine Funktion, die er bis zu seinem Eintritt in den Ruhestand im Februar 1952 innehatte. Als Direktor der BIZ schied er erst 1965 aus, nach 33 Jahren ununterbrochener Tätigkeit für die Bank und mit 82 Jahren.
Neben seiner Tätigkeit als Bankmanager übernahm er im Februar 1947 den Posten des Schatzmeisters in der National Association for Mental Health, war Vorsitzender des Committee of British Long-Term and Medium-Term Creditors of Germany, von 1941 bis 1951 Vorsitzender der Governors of the London School of Economics und war von 1935 bis 1965 Mitglied des Council of Foreign Bondholders (CFB).
Otto Ernst Niemeyer starb am 6. Februar 1971 in seinem Haus in Sussex im Alter von 87 Jahren.

## Auszeichnungen
Niemeyer wurde am 3. Juni 1924 zum Knight Commander des Order of the Bath (KCB) erhoben. Er gehörte damit dem Ritterstand an und durfte den Namenszusatz „Sir“ führen. Weiterhin wurde er am 3. Juni 1927 Knight Grand Cross des Order of the British Empire (GBE).